# Onthophagus yangi
Onthophagus yangi là một loài bọ cánh cứng trong họ Bọ hung (Scarabaeidae).